# Poliestry

Przykład poliestru: PET (poliester aromatyczny)

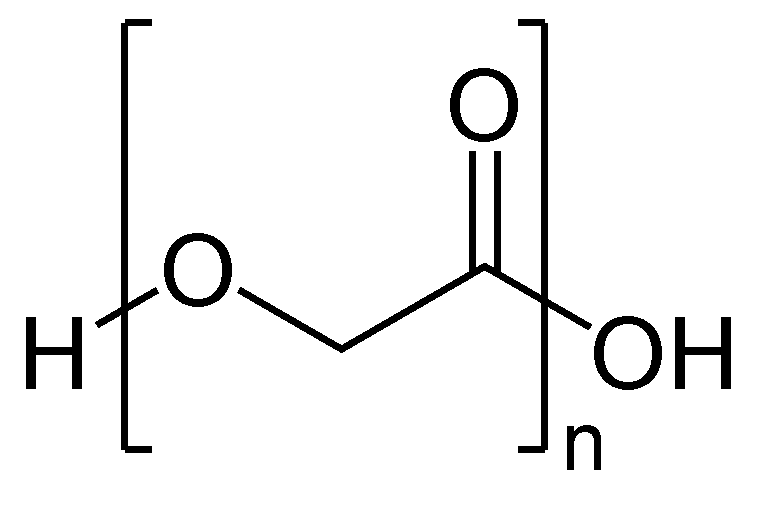
Przykład poliestru: PGA (poliester alifatyczny)

Poliestry – polimery zawierające wiązania estrowe w swoich łańcuchach głównych, posiadające sztywniejsze i bardziej polarne łańcuchy główne od polimerów winylowych, przez co mają większą tendencję do tworzenia fazy krystalicznej oraz są bardziej kruche, twarde i trudniej topliwe.

## Produkcja poliestrów
Podstawową metodą ich syntezy jest reakcja estryfikacji hydroksykwasów samych z sobą lub reakcja dioli z kwasami dikarboksylowymi. W ten sposób otrzymuje się np. poli(tereftalan etylenu) (PET), będący podstawą większości włókien poliestrowych oraz materiałem, z którego produkuje się folie i plastikowe butelki.
Drugą ważną metodą syntezy poliestrów jest reakcja chlorków kwasów karboksylowych z diolami. W ten sposób otrzymuje się poliestry aromatyczne, takie jak dakron, a także wszystkie poliwęglany.
Trzecią metodą otrzymywania poliestrów jest reakcja bezwodników kwasowych z diolami i triolami. Stosując w tej reakcji bezwodnik ftalowy i glicerynę otrzymuje się żywicę alkidową zwaną gliptalem, będącą podstawą wielu klejów, w tym syntetycznej gumy arabskiej.
Po syntezie i przygotowawczych zabiegach poliester otrzymuje formę drobnych płatków, czyli stałej sypkiej substancji. Następnie tę substancję poddaje się topieniu w wysokiej temperaturze i z zastygających strumyków pozyskuje się włókna, które podlegają rozciąganiu i zabiegom nadającym im odpowiedni wygląd folii czy włochatej niby-wełny lub błyszczącej imitacji jedwabiu.
W latach 30. XX wieku brytyjscy chemicy James Tennant Dickson i John Rex Whinfield prowadzili prace laboratoryjne nad materiałami syntetycznymi dla potrzeb przemysłu odzieżowego. W 1941 roku w Manchesterze opatentowali PET. Niezależnie własne wersje poliestrów opracowali też chemicy sowieccy i amerykańscy.

## Właściwości
Tkaniny z poliestru są niehigroskopijne i odporne na plamy, ponieważ wykazują się słabą absorpcją wody. Poliestry są sprężyste czyli odporne na gniecenie, a także łatwe do fabrycznego zabarwienia. Poliestry są mało przewiewne, a przez to przydatne na odzież, która w pewnym zakresie chroni przed chłodnym wiatrem. Tkanina ta jest wytrzymała i odporna na zniszczenia. Ma niską chłonność wody i szybko wysycha, dlatego też stosuje się ją do produkcji odzieży sportowej.